# Florian z Korytnicy
Florian z Korytnicy herbu Jelita (ur. w II połowie XIV wieku, zm. nie wcześniej r. 1430) – średniowieczny rycerz oraz możnowładca polski, starosta generalny ruski w latach 1407-1411, podczaszy sandomierski, kasztelan wiślicki.
Brał udział w bitwie pod Grunwaldem, dowodząc 48. chorągwią. Był sygnatariuszem pokoju mełneńskiego 1422 roku. W 1430 podpisał przywilej jedlnieński. W 1413 r. wystawił w Korytnicy drewniany kościół parafialny pw. św. Jana Chrzciciela.
W krakowskich księgach sądowych z lat 1389–99 zapisany jest spór Floriana z Korytnicy z krakowską mieszczką Katarzyną o 13 grzywien.